# اشتاینهوس، اتریش
اشتاینهوس  (به آلمانی: Steinhaus) یک منطقهٔ مسکونی در اتریش است که در ناحیه ولس لند واقع شده‌است. اشتاینهوس  ۲۵ کیلومتر مربع مساحت دارد ۳۷۸ متر بالاتر از سطح دریا واقع شده‌است.